# Бригада «Норд»
Бригада «Норд» (букмол Brigade Nord) — основное тактическое соединение сухопутных войск Норвегии. До 2009 года бригада входила в 6-ю дивизию.

## Состав

### 2020 год
Состоит из восьми батальонов и роты военной полиции:
- Бронетанковый батальон (Сетермоэн[норв.], фюльке Тромс) (Leopard 2, CV90)
- Механизированный батальон «Телемарк» (Рена, фюльке Иннландет) (Leopard 2, CV90)[3]
- 2-й механизированный батальон (Шолль[норв.], фюльке Тромс) (CV90)
- 4-й механизированный батальон[a] (Сетермоэн, фюльке Тромс)
- Артиллерийский дивизион (Сетермоэн, фюльке Тромс) (K9 Thunder)
- Медицинский батальон (Сетермоэн, фюльке Тромс)
- Инженерно-сапёрный батальон (Шолль, фюльке Тромс)
- Батальон связи (Бардуфос[норв.], фюльке Тромс)
- Учебный батальон[b] (Бардуфос, фюльке Тромс)
- Рота военной полиции (Бардуфос, фюльке Тромс)[5]

- Бронетанковый батальон бригады «Норд» и оперативная группа Heron 14-го округа Сил теробороны в ходе учений НАТО Единый трезубец 2018 в коммуне Тюнсет.
- Командир танка Леопард 2 Силье Йохансен Виллассен батальона «Телемарк».